# Julius Neumann (Verleger)

Julius Neumann

Paul Julius Neumann (* 21. September 1844 in Berlin; † 30. Mai 1928 in Neudamm) war ein königlich-preußischer Hofdrucker, Verleger (Verlag J. Neumann), Verlagsbuchhändler und Buchdruckereibesitzer.

## Leben und Wirken
Neumann besuchte in Berlin die Schule und trat als 15-Jähriger am 16. August 1859 in die Lehre eines Druckerbetriebes. Trotz raschem beruflichen Aufstieg und Ernennung zum königlich preußischen Hofdrucker erwarb der damals 28-jährige am 14. Oktober 1872 in Neudamm einen Druckereibetrieb nebst Wochenblatt, einem Angestellten und einem Lehrling. 
1883 übernahm Neumann die Deutsche Jägerzeitung. 1884 gründete er die Deutsche Forstzeitung. Zahlreiche weitere Zeitschriften  und Buchreihen wurden durch Neumann begründet, darunter die 17-bändige Enzyklopädie Hausschatz des Wissens. 1886 war der Betrieb der erste Druckbetrieb, der vollständig mit elektrischen Licht ausgestattet und dessen Maschinen vom Dampfbetrieb auf Elektrizität umgestellt wurden.
1897 wurde Neumann Kommerzienrat, 1907 Geheimer Kommerzienrat.
1900 gründete er die Versuchsstation Neumannswalde, eine Land-, Forst-, Fischereiwirtschaftliche Versuchsstation mit ballistischer Schießanlage. Zum 1. Oktober 1904 machte er seine Söhne Walther und Johannes zu Mitgesellschaftern von Verlag und Druckerei.
Neumann gründete unter anderem 1911 das Institut für Jagdkunde in Berlin-Zehlendorf und die Gesellschaft für Jagdkunde, die neben zahlreichen Privatpersonen auch über 100 Vereine, darunter den Allgemeinen Deutschen Jagdschutz-Verein (ADJV), zu ihren Mitgliedern zählte.
Die Stadt Neudamm machte Julius Neumann zu ihrem Ehrenbürger.
Bis zu Julius Neumanns Tod 1928 machten die Neumanns ihren Druckbetrieb zum modernsten in Europa und beschäftigten über 500 Angestellte und Arbeiter.

## Nachwirkungen
Nach Tod oder Vertreibung seiner Inhaber und leitenden Angestellten sowie dem Verlust sämtlicher Betriebsmittel stellte Neumanns Verlag 1945 seine Existenz in Neudamm ein. Bis dahin waren dort etwa 1100 Veröffentlichungen erschienen. 
1947 gründete ein bisheriger Gesellschafter, Martin Schönbrodt-Rühl (1904–1965), den Verlag als Neumann Verlag im sächsischen Radebeul neu. Zwei Jahre später, 1949, taten sich in der britischen Besatzungszone ehemalige Mitarbeiter zusammen und gründeten ebenfalls einen Nachfolgeverlag, den Verlag J. Neumann-Neudamm, der 1950 nach Melsungen umzog. Beide Verlage tauschten Lizenzen aus und kooperierten bei gemeinsamen Auflagen. Während die Ostneugründung nach der Wende in der DDR im Verlag Eugen Ulmer in Stuttgart aufging, wirkt die Westneugründung immer noch von Melsungen aus, wo sie in der Traditionsnachfolge 1997 das 125-Jahre-Jubiläum feierte.